# 회문산
회문산(回文山)은 대한민국 전북특별자치도 순창군에 있는 높이 837m의 산이다.

## 개요
북서쪽에는 투구봉으로도 불리는 장군봉(780미터)이, 북쪽 중앙에는 큰지붕으로 불리는 회문봉(837미터)이 솟아 있다. 동쪽 산줄기에는 천마봉과 깃대봉, 남쪽 산줄기에는 돌곳봉과 시루바위가 있다. 주요 수종은 신갈나무, 떡갈나무, 졸참나무, 굴참나무 등 참나무류이다.
행정구역은 전라북도 임실군 덕치면 회문리, 일중리와 순창군 구림면 안정리의 경계에 속하며, 회문산 자연휴양림이 조성되어 있다. 회문산의 물줄기는 일중천을 통해 섬진강에 합류하여 남해의 광양만으로 흐른다. 고려 말기에 무학이 이성계를 위해 기도했다는 만일사와 무학바위가 있는 등 무학에 대한 전설이 전한다.
1846년 천주교 병오박해 때 김대건 신부의 일가가 피신했던 곳으로서 이들의 묘소가 남아 있다. 조선 말기에는 최익현과 임병찬이 이 곳에서 의병을 일으키기도 했다. 구림천과 옥정호에서 흘러내린 섬진강이 회문산을 감싸듯이 휘감고 있어, 지형적으로 피난처로 삼기에 유리한 곳이었기 때문이다.
한국 전쟁 중에는 조선로동당 전라북도 도당 위원장 방준표가 이끄는 조선인민유격대가 회문산에 아지트를 설치하여 격전이 있었다. 이 때문에 양민 희생자를 위한 위령탑과 빨치산 사령부를 재현한 비목공원이 세워져 있다.
증산교에서 김제시와 완주군에 걸친 모악산을 어머니 산으로, 회문산을 아버지 산으로 삼고 있어 증산교 도인들이 자주 찾는 산이다. '한국의 5대 명당'으로도 불려 암반 위에까지 묘지가 많이 설치되어 있기도 하다.

## 사진첩

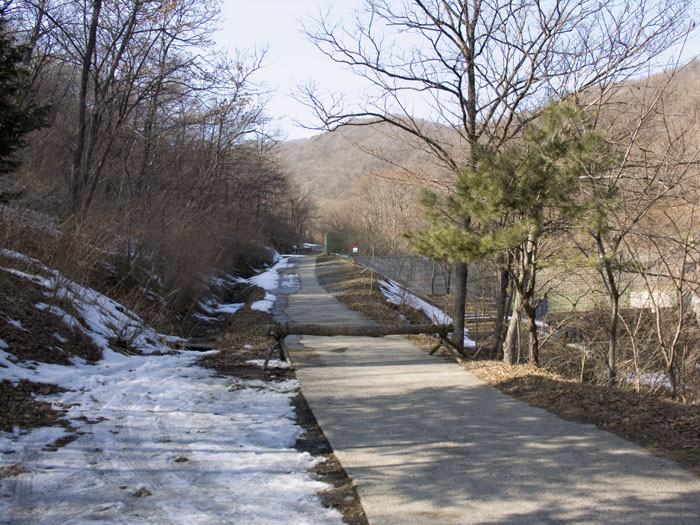
회문산의 겨울
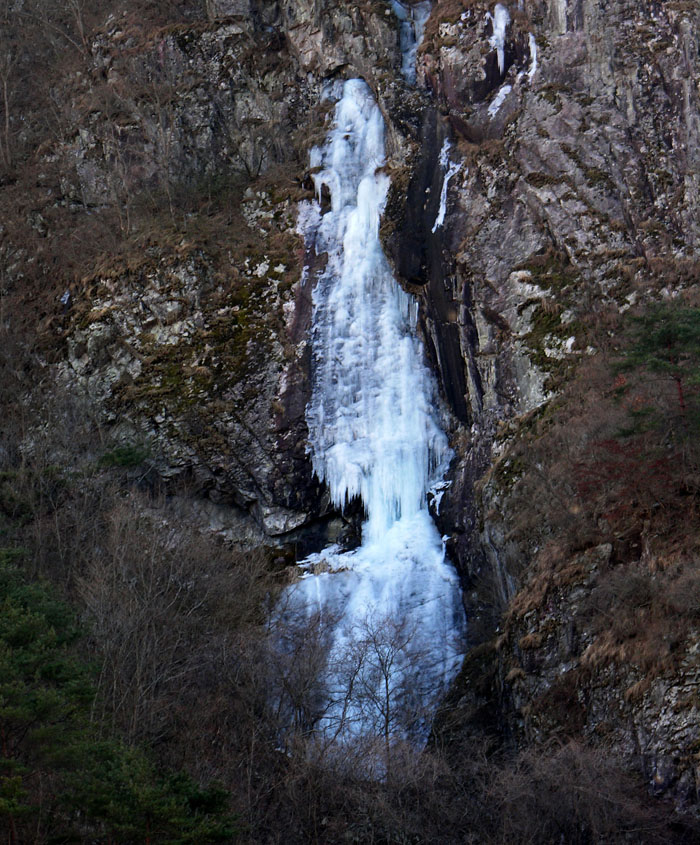
회문산의 빙벽
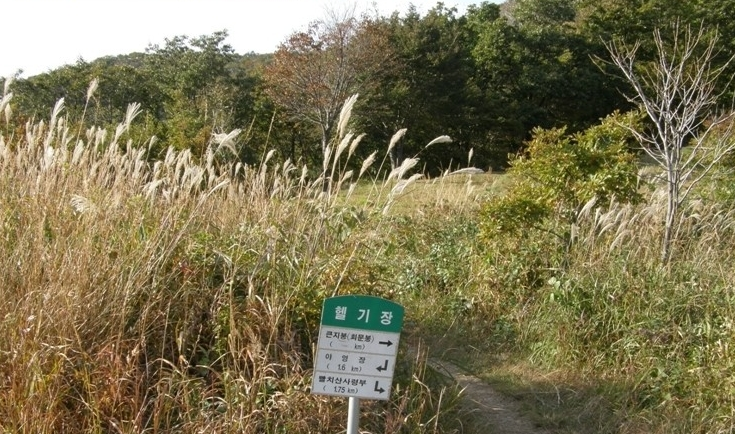
회문산 산길
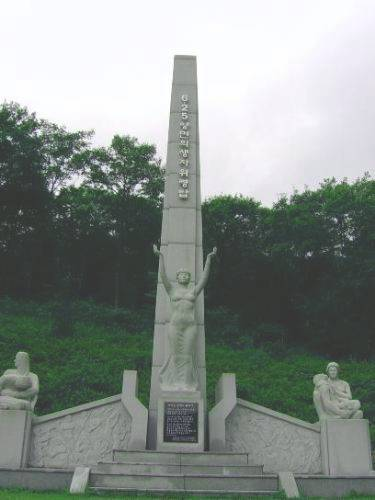
회문산 6·25 양민희생자 위령탑

## 같이 보기
- 한국의 산

## 참고 문헌
- “[주말산행코스] 호남의 산 - 회문산”. 《월간산》 (432호). 2005년 10월. 2008년 6월 18일에 확인함.